# Sindacato nazionale autonomo lavoratori scuola
Lo SNALS - Sindacato Nazionale Autonomo Lavoratori Scuola, è un'associazione sindacale italiana fondata a Roma. La sede centrale del sindacato è situata a Roma.

## Storia
Lo SNALS è un sindacato rappresentativo che si prefigge come obiettivo la  tutela dei docenti e del personale scolastico tutto. 
Il congresso fondativo si tenne a Roma il 26 e 27 febbraio 1976.

## Struttura nazionale
- Direzione nazionale
- Consiglio nazionale
- Collegio sindaci revisori
- Collegio dei probviri
- Consulte di settore